# Stura di Ala
La Stura di Ala è un torrente del Piemonte che, confluendo a Ceres con la Stura di Valgrande, dà origine alla Stura di Lanzo. Il suo corso è interamente compreso nel territorio della Provincia di Torino ed interessa la Val d'Ala.
Il bacino ha un perimetro di 77 km.

## Percorso
La Stura di Ala nasce al Pian della Mussa dalla confluenza di alcuni rami sorgentizi provenienti dalle montagne che circondano il pianoro e riceve l'abbondante apporto della falda sotterranea.

Il corso del torrente è orientato abbastanza uniformemente verso est e non presenta affluenti di particolare rilevanza.
 
Dopo un tratto iniziale piuttosto ripido la Stura raggiunge il capoluogo comunale di Balme dove la pendenza si riduce; il torrente bagna quindi vari centri compresi nel comune di Ala di Stura ed alcune frazioni di Ceres.
Raggiunto il confine con il comune di Mezzenile nei pressi di Procaria confluisce poi a quota 673 m con la Stura di Valgrande e dà origine alla Stura di Lanzo.

Nel suo bacino idrografico sono presenti vari laghi naturali tra i quali il Lago Paschiet, il Lago di Afframont, il Lago Mercurin e il Lago di Lusignetto.

## Principali affluenti
- Rio Crosiasse: nasce a circa 2.000 m sul versante est del Monte Doubia e, dopo aver percorso il vallone a cui dà il nome, confluisce da sinistra nella Stura nei pressi di Chiampernotto (Ceres)

## Utilizzi
La più nota forma di utilizzo delle acque della Stura di Ala è quella per il consumo umano. L'acqua del Pian della Mussa alimenta un lungo acquedotto che contribuisce al rifornimento di acqua potabile dell'area metropolitana torinese.

Dal 1972 nel comune di Balme viene inoltre imbottigliata l'acqua minerale Pian della Mussa.

 
La Stura di Ala consente discese in kayak piuttosto tecniche nel tratto tra Chiampernotto e Ceres.
Nei pressi di Almesio (Ceres) inizia un canale idroelettrico che è sfruttato in diverse centrali  (Ceres, Pessinetto e Germagnano) attraverso condotte forzate fino a terminare in quella di Funghera  (Germagnano).

## Eventi alluvionali
Il 17 settembre 1665 un'enorme frana formò una diga che crollò in seguito, generando una disastrosa alluvione che distrusse un comune autonomo denominato Pertusio (Pertuset), che si trovava fra Ala di Stura e Ceres nei pressi del fiume. Gli abitanti si erano messi in salvo per tempo e non ci furono vittime, ma il borgo non venne più ricostruito.